# Euthymios I. (Jerusalem)
Euthymios I. war orthodoxer Patriarch von Jerusalem (1082–nach 1084).

## Leben
Euthymios war Hofbeamter in Konstantinopel und wurde 1082 vom byzantinischen Kaiser Alexios I. Komnenos zum Patriarchen von Jerusalem bestimmt. Ende 1082 oder Anfang 1083 wurde er zu Bohemund von Tarent entsandt. Im Dezember 1083 war Euthymios noch immer in Phillipupolis in Thrakien. Daher konnte er nicht vor 1084 das Patriarchat in Besitz nehmen. 1084 war Euthymios wiederum beim Kaiser Alexios I. Komnenos. Wahrscheinlich ging es um die Konfiszierung von Kirchengut durch den Kaiser im Jahre 1081.